# Tatetopologi
Inom matematiken är Tatetopologin en Grothendiecktopologi i rummet av maximala ideal av en k-affinoidalgebra, vars öppna mängder är acceptabla öppna delmängder och vars täcken är acceptabla öppna täcken.